# Miloslav Hruškovič
Miloslav Hruškovič (* 25. Januar 1925 in Pukanec; † 12. Februar 1992 in Lehnice) war ein tschechoslowakischer Politiker der Kommunistischen Partei der Tschechoslowakei KSČ (Komunistická strana Československa), der unter anderem zwischen 1969 und 1971 stellvertretender Ministerpräsident sowie von 1971 bis 1972 ZK-Sekretär war. Im Anschluss war er zwischen 1972 und 1989 Sekretär des ZK der Kommunistischen Partei der Slowakei KSS (Komunistická strana Slovenska) für Wirtschaftsangelegenheiten.

## Leben

### Minister und Vize-Ministerpräsident
Miloslav Hruškovič, der von Beruf Ingenieur war, begann seine politische Laufbahn in der Kommunistischen Partei der Slowakei KSS (Komunistická strana Slovenska) und wurde 1955 zunächst Kandidat sowie 1957 Mitglied des Zentralkomitees (ZK) der KSS und gehörte diesem Gremium bis 1989 an. Auf dem XI. Parteitag der Kommunistischen Partei der Tschechoslowakei (18. bis 21. Juni 1958) wurde er zudem Kandidat des ZK der Komunistická strana Československa (KSČ). 1964 wurde er Mitglied des Slowakischen Nationalrates (Slovenská národní rada), des Parlaments der Slowakischen Teilrepublik, und gehörte diesem bis 1971 an. 1966 wurde er Kandidat des Präsidiums des ZK der KSS und nahm in dieser Funktion Anfang Dezember 1967 zusammen mit anderen führenden Parteifunktionären wie Alexander Dubček, Michal Chudík, Vasil Biľak und Ján Janík an einem Gespräch mit dem Ersten Vize-Außenminister der Sowjetunion, Wassili Wassiljewitsch Kusnezow, teil, in dem um die Situation innerhalb der Kommunistischen Partei der Tschechoslowakei ging. Kusnezow unterstützte die Meinung seiner Gesprächspartner, dass die parteiinterne Krise der KSČ nur durch die Trennung der Positionen des Ersten Sekretärs der KSČ und des Amtes des Staatspräsidenten überwunden werden könnte, die damals beide von Antonín Novotný bekleidet wurden.
Hruškovič wurde nach Beginn des Prager Frühlings am 8. April 1968 in der Regierung Oldřich Černík I zunächst Vorsitzender der Staatlichen Technikkommission im Ministerrang sowie anschließend am 30. April 1968 Minister für Technik. Am 1. Januar 1969 wurde er Mitglied der Föderationsversammlung beziehungsweise Bundesversammlung (Federální shromáždění) und gehörte zunächst der Nationalitätenkammer (Sněmovna národů) an, die aus jeweils 75 Vertretern aus der Tschechischen sowie der Slowakischen Teilrepublik bestand.
Am 1. Januar 1969 übernahm er in der Regierung Oldřich Černík II das Amt als Vorsitzender des Ausschusses für technische Entwicklung und Entwicklung von Investitionen im Ministerrang. In der anschließenden Regierung Oldřich Černík III fungierte er vom 29. September 1969 bis 28. Januar 1970 als stellvertretender Ministerpräsident sowie als Minister für Planung sowie weiterhin als Vorsitzender des Ausschusses für technische Entwicklung und Entwicklung von Investitionen im Ministerrang. In der Regierung Lubomír Štrougal I war er zwischen dem 28. Januar 1970 und dem 1. Januar 1971 erneut stellvertretender Ministerpräsident sowie Minister für Planung.

### Kandidat des Präsidiums der KSČ und Sekretär des ZK der KSS
Auf einem ZK-Plenum im Juni 1970 wurde Hruškovič erstmals Mitglied des ZK der KSČ und gehörte diesem Gremium nach seinen Wiederwahlen auf dem XIV. Parteitag der KSČ (25. bis 29. Mai 1971), dem XV. Parteitag (12. bis 16. April 1976), dem XVI. Parteitag (6. bis 10. April 1981) sowie dem XVII. Parteitag (24. bis 28. März 1986) bis zum Zusammenbruch des Kommunismus im Zuge der Samtenen Revolution (Sametová revoluce/Nežná revolúcia) am 21. Dezember 1989 an. Zugleich wurde er auf dem XIV. Parteitag 1971 auch Kandidat des Präsidiums des ZK und gehörte auch diesem Gremium bis zum 21. Dezember 1989 an. Innerhalb des Präsidiums galt er neben Peter Colotka, Josef Kempný, Josef Korčák, Lubomír Štrougal und Václav Hůla zu den Gefolgsleuten von Generalsekretär Gustáv Husák, wenngleich er zeitweilig auch abweichende Meinungen innerhalb dieses Gremiums vertrat. Er war ferner vom 29. Mai bis zum 8. Dezember 1972 Sekretär des ZK und Mitglied des Sekretariats des ZK der KSČ. Am 27. November 1971 wurde er auch wieder Mitglied der Bundesversammlung und gehörte in dieser nunmehr nach seinen Wiederwahlen am 23. Oktober 1976, am 7. Juni 1981 sowie am 24. Mai 1986 bis zum 30. Januar 1990 der Volkskammer (Sněmovna lidu) an, der 200 auf dem gesamten Staatsgebiet der Tschechoslowakei in allgemeinen, gleichen und direkten Wahlen gewählten Abgeordnete angehörten. Im Februar 1973 beschwerte er sich mit drei weiteren zur Sowjetunion loyalen Politikern (Miloš Jakeš, Karel Hoffmann und Antonín Kapek) beim KGB über angebliche „Versuche, die internationalistischen Kommunisten aus wichtigen aus wichtigen Posten abzudrängen“, wobei es hier um die unterschiedlichen Gruppen innerhalb des Präsidiums der KSČ und den Führungsstil von Generalsekretär Husák, dem der sogenannte „gesunde Kern“ um Miloš Jakeš, Antonín Kapek, Alois Indra und Karel Hoffmann, die Befürworter der Niederschlagung des Prager Frühlings kritisch gegenüber standen.
Miloslav Hruškovič war auch innerhalb der Kommunistischen Partei der Slowakei KSS in Führungspositionen tätig und war zwischen Dezember 1972 und Dezember 1989 zeitgleich Mitglied des Präsidiums und des Sekretariats des ZK sowie daneben auch Sekretär des ZK der KSS für Wirtschaft. Innerhalb der KSS fungierte er zudem von Dezember 1972 bis Dezember 1989 als Vorsitzender der Wirtschaftskommission des ZK der KSS.
Für seine Verdienste in der Tschechoslowakischen Sozialistischen Republik wurde er mehrfach ausgezeichnet und erhielt unter anderem 1973 den Orden des siegreichen Februars (Řád Vítězného února), 1975 den Orden der Republik (Řád republiky) sowie 1985 den Klement Gottwald-Orden (Řád Klementa Gottwalda).